# Wuyi
Wuyi léase Uú-Yi (en chino simplificado, 武义县; pinyin, Wǔyì xiàn) es un condado bajo la administración directa de la ciudad-prefectura de Jinhua. Se ubica en la provincia de Zhejiang, este de la República Popular China. Su área es de 1568 km² y su población total para 2010 fue más de 300 mil habitantes.

## Geografía
El norte, sur, y oeste de Wuyi están rodeados por las montañas. La más importante, llamada Niutoushan tiene 1560,2 metros sobre el nivel del mar.

## Historia
En el período del otoño de la historia de China, Wuyi forma parte de Yue. Durante la dinastía Qin hasta la dinastía Han forma parte de Wushang.
En el año 691 recibe el nombre Wuyi.
En 1958, el condado de Suanping, independiente hasta entonces, pasa a formar parte de Wuyi.

## Divisiones territoriales
Bajo control de Wuyi se encuentran 3 barrios periféricos, 8 ciudades, 7 municipios, 14 comunidades y 544 aldeas.

## Economía
La economía de Wuyi está basada principalmente en la agricultura y el turismo.
En la parte agrícola, destaca haber sido una de las primeras ciudades de la provincia de Zhejiang destinadas al cultivo del té verde.
Las zonas y polígonos industriales de Wuyi se han limitado con el objetivo de mantener la ciudad limpia. Aun así, destaca el polígono Huang Long (Dragón Amarillo) donde se han situado algunos fabricantes europeos, eligiendo esta ciudad por encima de otras propuestas en ciudades con un tejido industrial más consolidado. Entre ellos destacan algunas empresas de origen español como Little Cherry, Ocean Hardware & Plastics y Sedeenchina.
El gobierno de Wuyi está impulsando reformas para convertir la ciudad en un referente turístico. En una provincia intensamente marcada por la industria, Wuyi es un reducto de naturaleza que atrae a turistas de las grandes urbes. Sus balnearios de aguas termales son famosos en toda la provincia.
Algunos de los reclamos turísticos de Wuyi son:
- Aldea ecológica de Guo Donggu
- El Valle de Shouxian
- La montaña de Qingfeng Zai
- El templo de Yanfu
- La aldea de Yuyuan, famosa por su equilibrio con el Feng Shui, los edificios están construidos formando la silueta del Yin y yang
- El puente de Shuxi con 800 años de historia

## Transporte
La estación de tren comunica Wuyi con Jinhua y Wenzhou. 14 trenes diarios unen los 32 km que separan a Wuyi de Jinhua.
El aeropuerto de Yiwu se encuentra a sólo 45 minutos de Wuyi. El aeropuerto internacional de Shanghái se encuentra a 3-4 horas de distancia.
La carretera nacional 330 comunica Wuyi con otras 44 poblaciones.